# Francisco Menoyo Baños
Francisco Menoyo Baños (Caparín-Iloílo, Filipinas, 20 de noviembre de 1895 - Granada, 14 de agosto de 1939) fue un militar y político socialista español que participó en la Guerra civil española. Así mismo, fue el primer alcalde socialista de Granada, estando en el cargo durante el periodo 1931-1932.

## Biografía

### Carrera profesional
Nacido el 20 de noviembre de 1895, en la entonces colonia de las Filipinas. Hijo de un funcionario, en 1898 marchó a España junto a su familia tras la derrota frente a Estados Unidos. 
En 1912 ingresó en la Academia de Ingenieros de Guadalajara, licenciándose cinco años después con el rango de primer teniente. Su primer destino fue en el Regimiento de Ferrocarriles de Cuatro Vientos (Madrid). Entre 1920 y 1922 estuvo destinado en Menorca, y a partir de 1922 en Barcelona. En 1925 estuvo destinado en Tetuán, participando en los combates de la guerra de África. Al año siguiente pasó a la reserva general, y en 1931 causó baja definitiva en el Ejército.
Además de su actividad militar, Menoyo Baños trabajó como ingeniero civil y empezó a atraerle la política. En 1924 se afilió a la Agrupación Socialista de Granada, siendo elegido concejal del Ayuntamiento granadino en las elecciones municipales del 12 de abril de 1931 que llevaron a la proclamación de la Segunda República. El 18 de septiembre de ese año se convirtió en alcalde de Granada, cargo que ejerció hasta la primavera de 1932. Durante su etapa en el Ayuntamiento destacó al frente de las obras públicas. Tras la "Revolución de 1934" fue detenido y liberado poco después. El 3 de mayo de 1936 fue elegido diputado en Cortes por la circunscripción de Granada, durante la repetición que se hizo de las elecciones generales en este distrito.

### Guerra civil
Poco después del comienzo de la Guerra civil se incorporó al Ejército republicano, con el rango de capitán de ingenieros. Participó en la defensa de Madrid integrado en la 5.ª Brigada Mixta de carabineros. En junio de 1937 pasó a mandar la 22.ª División, en el Frente de Granada, y desde de noviembre de ese año hasta el final de la guerra ostentó el mando del IX Cuerpo de Ejército. A comienzos de marzo de 1939, tras el golpe de Casado, fue nombrado comandante del Ejército de Andalucía, sustituyendo al destituido coronel Domingo Moriones Larraga. Hacia el final de la contienda el ya coronel Menoyo Baños fue quien negoció la rendición de las fuerzas republicanas destacadas en la región de Andalucía Oriental. Detenido por los franquistas, fue trasladado a Granada, juzgado por «rebelión militar», condenado a muerte y ejecutado en las tapias del cementerio de Granada.